# Comté de Moers
1186–1795
Entités suivantes :
- Département de la Roer
au sein de la  République française

Le comté de Moers (en allemand : Grafschaft Moers ou Mörs) était un État du Saint-Empire romain germanique.

## Histoire

### Avant les comtes de Moers
Après le retrait des Romains du Bas-Rhin, aucune source écrite n'est parvenue pour la région pour les siècles suivants. Du IVe au VIe siècle, seules quelques tombes individuelles franques ont été mises au jour dans la région d'Asberg. En 1932, une autre inhumation a été découverte à Eick-West. Mais ce n'est qu'en 1957 que cette zone fut étudiée plus intensivement. En 1959, 163 tombes ont été fouillées, dont certaines contenaient des objets funéraires de valeur. La principale période d'utilisation de ce champ de sépulture se situait entre 570 et environ 650 après J.-C. La plus ancienne découverte de peuplement dans le centre-ville de Moers, un pot sphérique bleu-gris, date du IXe siècle et indique un établissement humain avant la construction des premiers bâtiments dans la zone du château.
L'autre source écrite fiable pour la région n'est disponible qu'à partir du IXe siècle. Le fait que Charlemagne aurait tenu un Reichstag à Friemersheim en 799 fait référence à un document vraisemblablement falsifié.
Dans un document de 855, un noble « Hattho » a donné au monastère d'Echternach un grand manoir avec forêt, prairies, eau, moulin et 42 serfs dans la zone « Reple ». Certains historiens ont suggéré que le Repelen d'aujourd'hui aurait été ce « Reple ». L'église du village est l'une des plus anciennes églises de la rive gauche du Bas-Rhin, car elle aurait été à l'origine une petite chapelle et aurait été consacrée au nom de Saint Martin par Willibrord, abbé du monastère d'Echternach à l'époque, probablement dès le VIIe siècle.
Le monastère de Werden, qui a été fondé vers la fin du VIIIe siècle, a été donné comme prébendes au IXe siècle et plus tard y sont ajoutées des fermes et d'autres terres dans ce qui est devenu plus tard le comté. Dans les registres de ce monastère pour l'année 1160, un noble de la région de Moers est mentionné. Le Codex Ulphilas des archives de l'abbaye déclare : « Wilhelmus .. Comes de Moers .. annis 8 obiit 1160 20 Junii ». Ce comte Wilhelm était abbé de l'abbaye de 1152 à 1160 et donc la première référence aux seigneurs « de Moers ».
Les seigneurs nobles suivants documentés étaient Elgerus et Theoderich de Murse. En tant que témoins, ils ont attesté un règlement institué par l'archevêque de Cologne pour un différend entre les villes d'Ossum et de Kerpen en 1186. Ce « témoignage » des seigneurs de Murse montre que les derniers « comtes de Moers » appartenaient à l'origine aux vassaux des archevêques de Cologne. Une autre indication en est le plus ancien sceau de Moers connu. Il est utilisé sur un document de 1306. Dans ce document, le chevalier Dietrich von Moers a statué sur un différend juridique entre les membres du jury de Moers. Étant donné que le tribunal de Neuss avec jury était l'instance supérieure (Oberhof) des tribunaux avec jury pour Moers et pour Krefeld jusqu'au milieu du XVe siècle, cela montre aussi que les seigneurs de Murse appartenaient initialement à la sphère d'influence des archevêques de Cologne.

### Localisation et régions du comté
Aux XIIe et XIIIe siècles, le comté de Moers était entouré par l'archidiocèse de Cologne au nord et au sud, le comté de Clèves à l'est, le comté de Berg au sud-est et le comté de Gueldre à l'ouest. Alors que le comté de Clèves au nord, qui dépendait de l'archidiocèse de Cologne, a finalement mis fin à cette dépendance en 1417 par le roi Sigismond et, comme Gueldre et Berg, est également devenu un duché, ce qui n'était pas possible pour Moers. Étant donné que le comté relativement petit était entouré de comtés plus grands et des terres de l’électorat de Cologne, cela a conduit à un changement de dépendances pour Moers et à la reconnaissance respective de la souveraineté par l’électoral de Cologne et / ou ces comtés ou les duchés ultérieurs. Celles-ci ne prendront fin qu'en 1600 avec la suzeraineté des Orange-Nassau, qui sera remplacée de 1702 à 1946 par celle de Brandebourg-Prusse, interrompue seulement par la France de 1796 à 1813.
En plus de la ville de Moers, le domaine comprenait les quartiers et terres de Baerl, Friemersheim, Hochemmerich, Rumeln avec des parties de Kaldenhausen, Oestrum et Homberg qui appartiennent aujourd'hui à Duisburg, la zone de la ville actuelle de Neukirchen-Vluyn, Kapellen et Repelen.
En tant qu'enclave dans les zones électorales de Cologne, le comté comprenait Krefeld, au sud-ouest de Moers, avec le château de Crakau (siège du drost de Moers), qui a depuis disparu. De plus, en raison d'un ancien contrat d'héritage, le bien connu Papenburg dans l'actuel district de Krefeld à Hüls appartenait au comté avec un tronçon de route associé (la Moersische Straße).
Certaines zones plus petites sur ce qui est aujourd'hui la rive droite du Rhin, comme Kasslerfeld à Duisburg, qui était à l'origine sur la rive gauche du Rhin jusqu'à ce que le Rhin soit déplacé au XIIe siècle, appartenaient également au comté de Moers jusqu'en 1795 / 1801.
En plus de ces zones, Brüggen, Dülken, Dahlen, Süchteln et Wassenberg ont fait partie du comté pendant quelques années, bien que brièvement au Moyen Âge.[Note. 2]
En 1399, le comté de Sarrewerden, qui dépendait directement de l'Empire, fut ajouté ; mais dès 1417, il fut à nouveau divisé par héritage en tant que comté de Moers-Sarrewerden.

## Comtes et princes
- Maison de Moers
  - Dietrich Ier
  - Dietrich II
  - Dietrich III
  - Frédéric Ier
  - Frédéric II/III
  - Dietrich IV
  - Frédéric III/IV
  - Vincent
- Maison de Neuenahr
  - Guillaume II de Neuenahr (de)
  - Herman de Nieuwenaer-Meurs le jeune (de) (mort en 1578)
  - Adolphe de Neuenahr et Walburge, son épouse, en héritent à partir de la mort d'Hermann. Walburge le reçoit à la mort d'Adolphe en 1589.
- Maison d'Orange-Nassau
  - Philippe-Guillaume d'Orange
  - Maurice de Nassau
  - Frédéric-Henri d'Orange-Nassau
- Maison de Hohenzollern
  - Frédéric Ier de Prusse
  - Frédéric-Guillaume Ier de Prusse
  - Frédéric II de Prusse
  - Frédéric-Guillaume II
  - Frédéric-Guillaume III de Prusse

## Héraldique

Frédéric IV de Meurs (1392-1448).
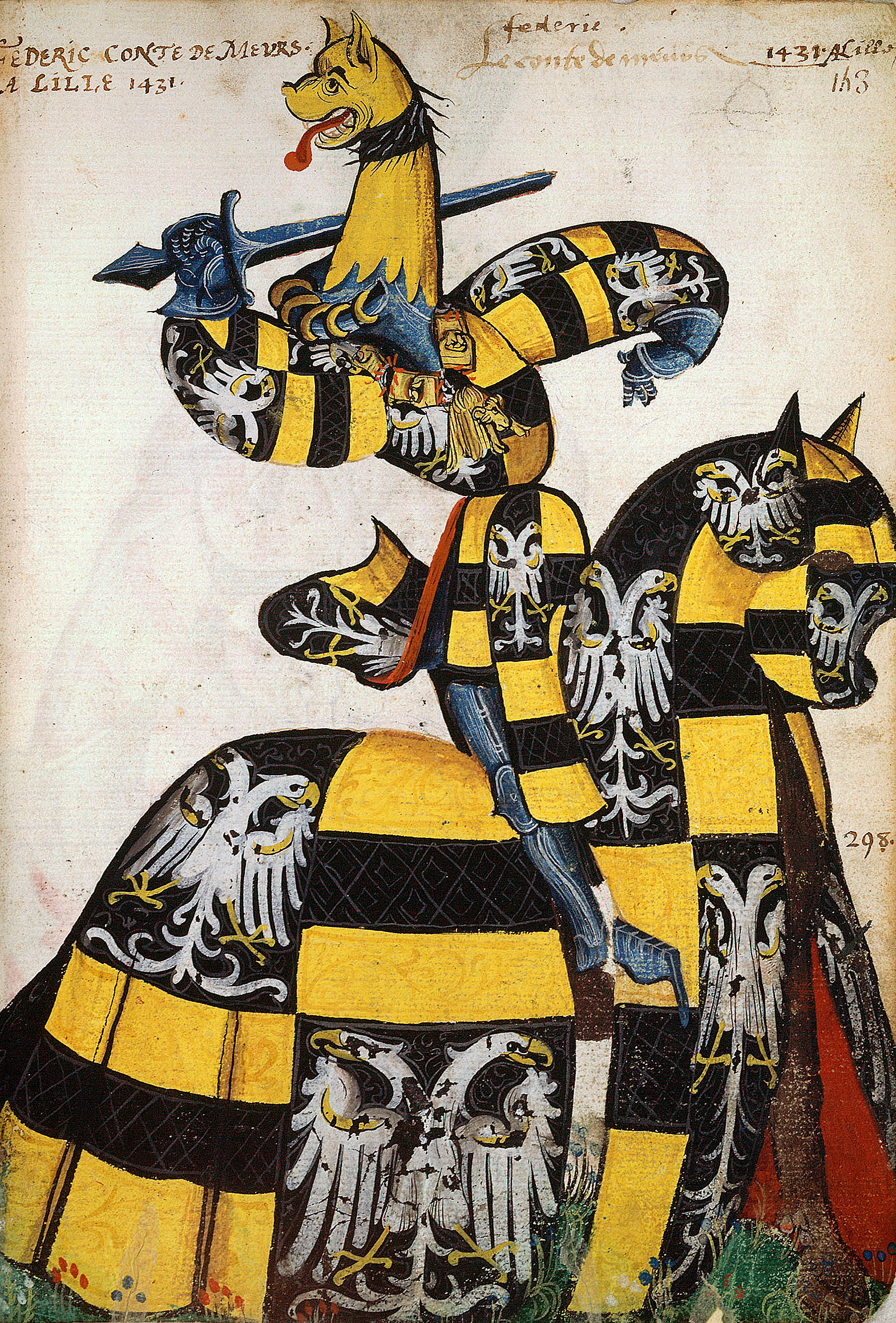
Frédéric IV de Meurs (Paris, BNF Arsenal 4790, fol. 143).
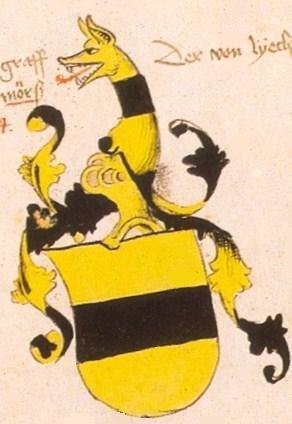
Le comte de Meurs dans le Codex Ingeram de l'ancienne bibliothèque Cotta (1459).